# Joseph Wiseman
Joseph Wiseman (15. maj 1918 – 19. oktober 2009) var en canadisk skuespiller. Han var bedst kendt for at have spillet skurken i James Bond-filmen Dr. No fra 1962.